# Barbula occidentalis
Barbula occidentalis är en bladmossart som beskrevs av Brotherus 1902. Barbula occidentalis ingår i släktet neonmossor, och familjen Pottiaceae. Inga underarter finns listade i Catalogue of Life.